# Stefania Paszkowska

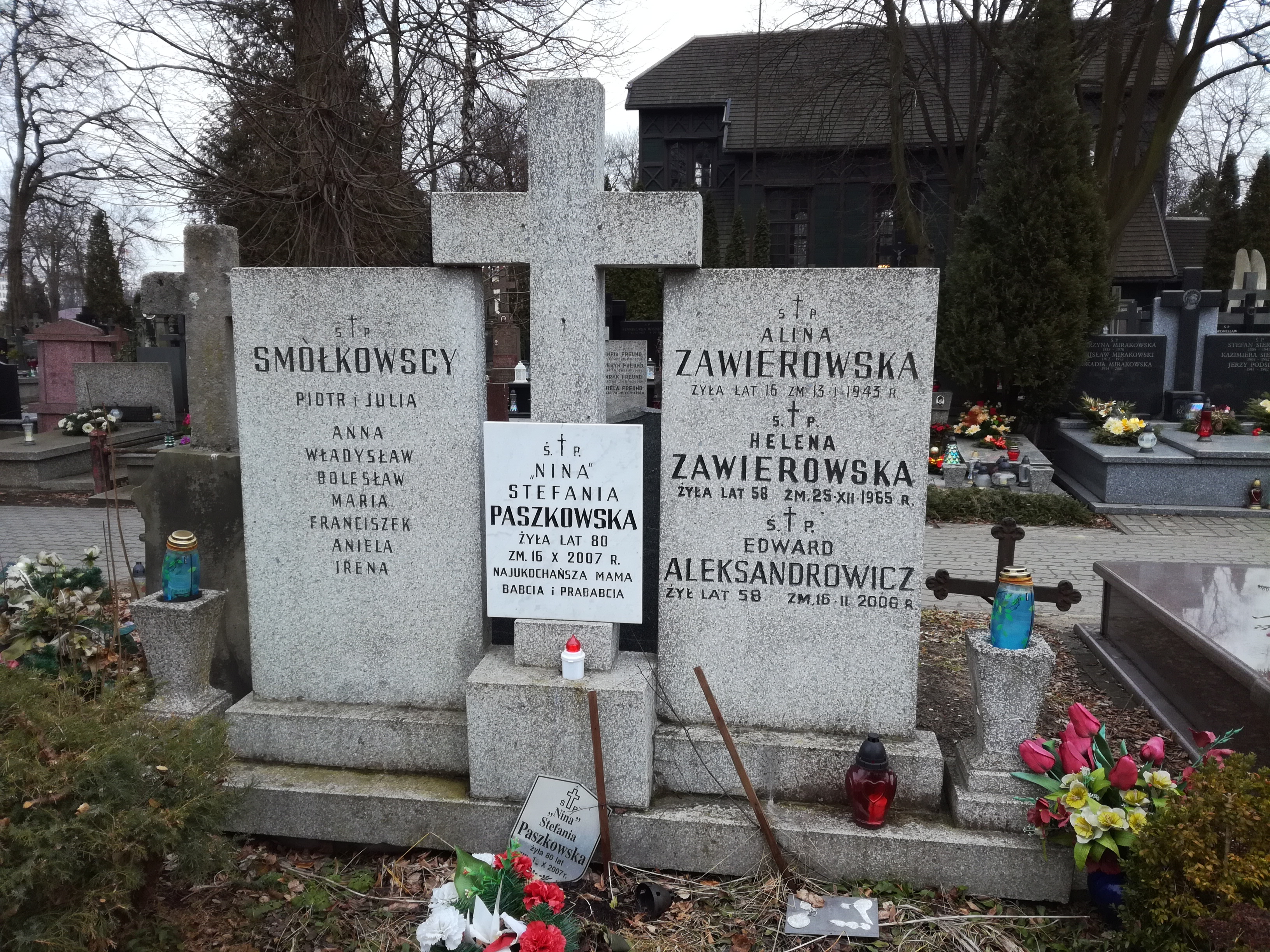
Grób Stefanii Paszkowskiej na cmentarzu Bródnowskim

Stefania Paszkowska z domu Zawierowska, pseudonim Nina (ur. 16 grudnia 1926 w Warszawie, zm. 16 października 2007) – polska działaczka sportowa, pilot rajdowy, sędzia sportu samochodowego stopnia międzynarodowego, kierownik ekip kartingowych i wyścigowych, porucznik WP
Od 1942 r., należała do konspiracji, w czasie powstania warszawskiego była sanitariuszką, łączniczką, oraz radiotelegrafistką w kompanii K-2 pułku AK ”Baszta” na Mokotowie. Za pomoc w ratowaniu rannych żołnierzy batalionu "Karpaty", została odznaczona Krzyżem Walecznych. Jako jeniec trafiła do obozu koncentracyjnego w Stutthofie. W latach 50. XX wieku była pilotem rajdowym Władysława Paszkowskiego, a w latach 1960–1966 menadżerem na wyścigach gokartowych i samochodowych. Działaczka Automobilklubu Polski (AP) i PZMot. Członek Okręgowej Komisji Sportu Samochodowego Polskiego Związku Motorowego w Warszawie, oraz Koła Seniorów AP.
Zmarła w szpitalu Wolskim. Pochowana 25 października 2007 r., na cmentarzu Bródnowskim w Warszawie, w kwaterze 12A-2-21/22.

## Odznaczenia
- Krzyż Kawalerski Orderu Odrodzenia Polski
- Krzyż Walecznych
- Warszawski Krzyż Powstańczy
- Krzyż Oświęcimski
- Odznaka „Weteran Walk o Wolność i Niepodległość Ojczyzny”